# 呉都市圏
呉都市圏（くれとしけん）とは、広島県呉市を中心市とする都市圏のこと。

## 定義

### 広域行政圏
広域行政圏域図
広島県が指定する呉市を中心とした広域行政圏は、「呉広域市町村圏」「呉圏」などと呼ばれ、呉地域事務所によって管轄されている。
呉圏　28万0945人
- 呉市
- 江田島市

### 連携中枢都市圏
総務省の制度に基づき、呉市と竹原市，東広島市，江田島市，海田町，熊野町，坂町，大崎上島町の4市4町が連携協約を結び、広島中央地域連携中枢都市圏を形成している。

### 「10% 都市圏」（通勤圏）
呉市を中心市とする都市雇用圏（10% 通勤圏）の人口は約24万人（2010年国勢調査基準）。一般的な都市圏の定義については都市圏を参照。
都市雇用圏（10% 通勤圏）の変遷
- 10% 通勤圏に入っていない自治体は、各統計年の欄で灰色かつ「-」で示す。

| 自治体 ('80) | 1980年               | 1990年               | 1995年               | 2000年               | 2005年               | 2010年               | 自治体 （現在） |
| ------------ | -------------------- | -------------------- | -------------------- | -------------------- | -------------------- | -------------------- | --------------- |
| 大柿町       | 呉 都市圏 32万0342人 | 呉 都市圏 30万3716人 | -                    | 呉 都市圏 28万8637人 | -                    | -                    | 江田島市        |
| 黒瀬町       | 呉 都市圏 32万0342人 | 呉 都市圏 30万3716人 | 呉 都市圏 28万7918人 | 呉 都市圏 28万8637人 | 東広島 都市圏        | 東広島 都市圏        | 東広島市        |
| 呉市         | 呉 都市圏 32万0342人 | 呉 都市圏 30万3716人 | 呉 都市圏 28万7918人 | 呉 都市圏 28万8637人 | 呉 都市圏 25万1003人 | 呉 都市圏 23万9973人 | 呉市            |
| 音戸町       | 呉 都市圏 32万0342人 | 呉 都市圏 30万3716人 | 呉 都市圏 28万7918人 | 呉 都市圏 28万8637人 | 呉 都市圏 25万1003人 | 呉 都市圏 23万9973人 | 呉市            |
| 倉橋町       | 呉 都市圏 32万0342人 | 呉 都市圏 30万3716人 | 呉 都市圏 28万7918人 | 呉 都市圏 28万8637人 | 呉 都市圏 25万1003人 | 呉 都市圏 23万9973人 | 呉市            |
| 下蒲刈町     | 呉 都市圏 32万0342人 | 呉 都市圏 30万3716人 | 呉 都市圏 28万7918人 | 呉 都市圏 28万8637人 | 呉 都市圏 25万1003人 | 呉 都市圏 23万9973人 | 呉市            |
| 蒲刈町       | 呉 都市圏 32万0342人 | 呉 都市圏 30万3716人 | 呉 都市圏 28万7918人 | 呉 都市圏 28万8637人 | 呉 都市圏 25万1003人 | 呉 都市圏 23万9973人 | 呉市            |
| 安浦町       | 呉 都市圏 32万0342人 | 呉 都市圏 30万3716人 | 呉 都市圏 28万7918人 | 呉 都市圏 28万8637人 | 呉 都市圏 25万1003人 | 呉 都市圏 23万9973人 | 呉市            |
| 川尻町       | 呉 都市圏 32万0342人 | 呉 都市圏 30万3716人 | 呉 都市圏 28万7918人 | 呉 都市圏 28万8637人 | 呉 都市圏 25万1003人 | 呉 都市圏 23万9973人 | 呉市            |
| 豊浜町       | -                    | -                    | -                    | -                    | 呉 都市圏 25万1003人 | 呉 都市圏 23万9973人 | 呉市            |
| 豊町         | -                    | -                    | -                    | -                    | 呉 都市圏 25万1003人 | 呉 都市圏 23万9973人 | 呉市            |

呉市
- 2003年4月1日：安芸郡下蒲刈町を編入
- 2004年4月1日：豊田郡川尻町を編入
- 2005年3月20日：安芸郡音戸町・倉橋町・蒲刈町、豊田郡安浦町・豊浜町・豊町を編入

その他
- 2004年11月1日：安芸郡江田島町、佐伯郡能美町、沖美町、大柿町が新設合併して江田島市となった。
- 2005年2月7日：賀茂郡黒瀬町、河内町、豊栄町、福富町、及び、豊田郡安芸津町が、東広島市に編入された。